# Women's Air Derby

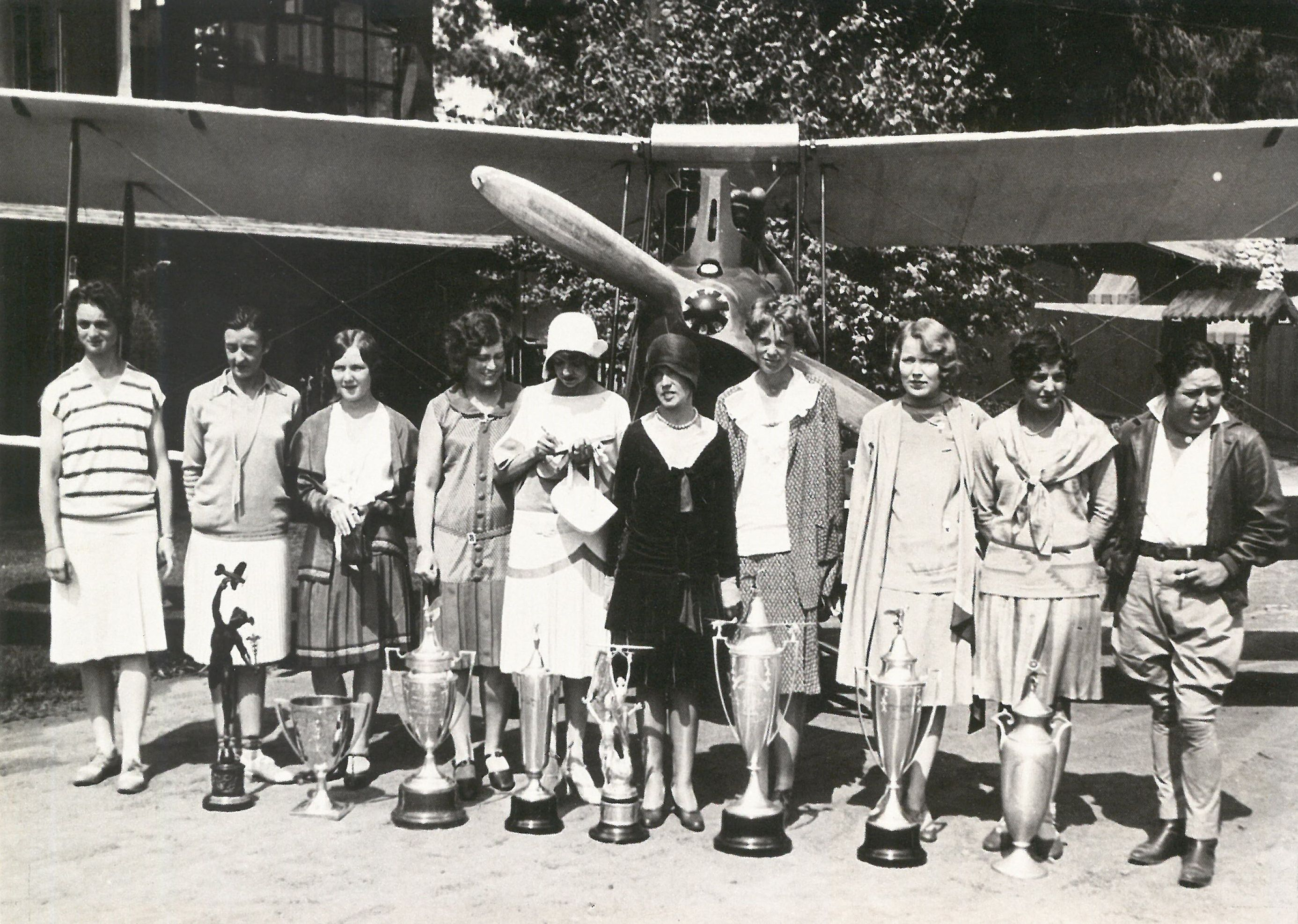
De gauche à droite : Louise Thaden, Bobbi Trout, Patty Willis, Marvel Crosson, Blanche Noyes, Vera Dawn Walker, Amelia Earhart, Marjorie Crawford, Ruth Elder, et Pancho Barnes devant le NC229K de Havilland DH.60 Moth.

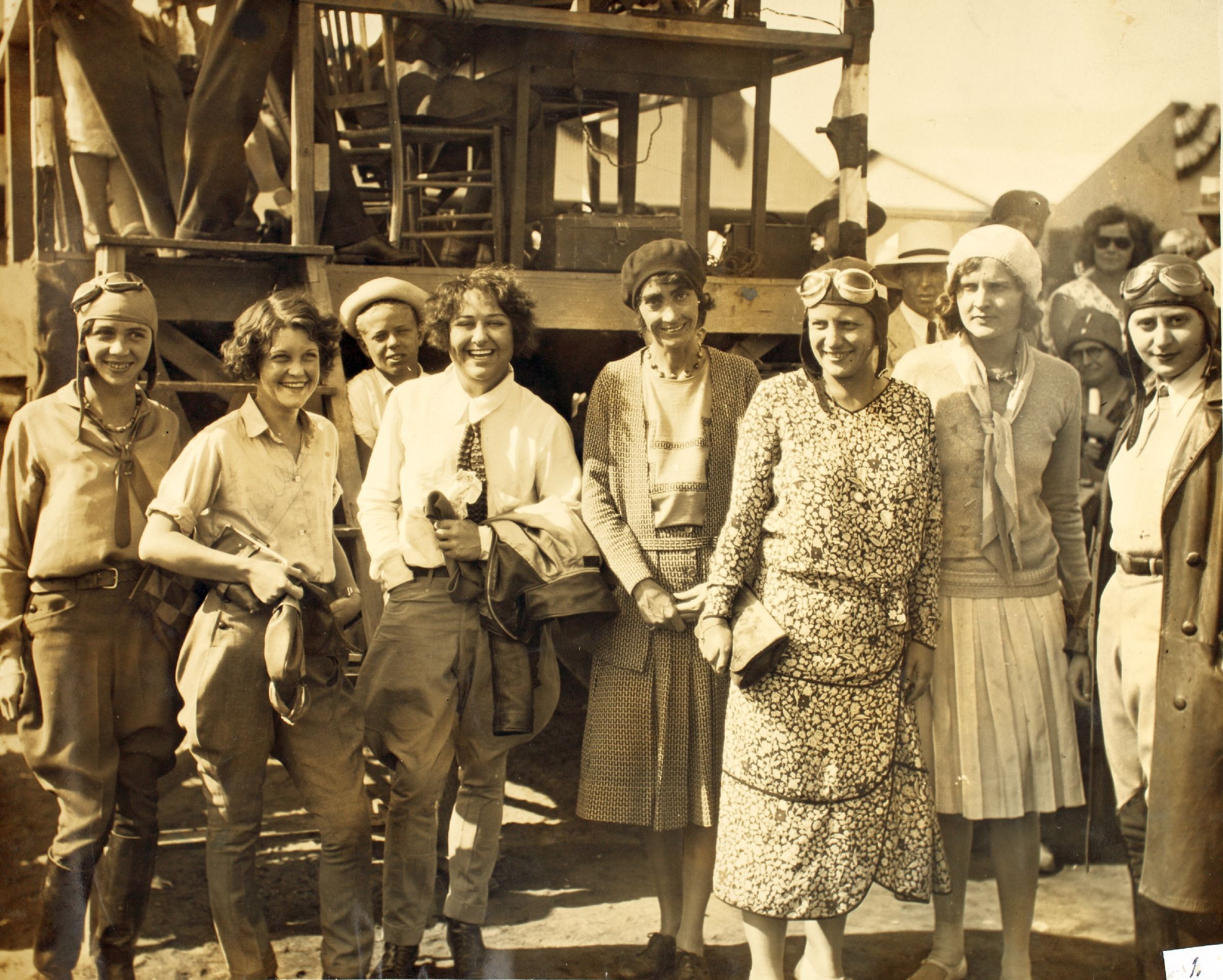
Pancho Barnes et les pilotes du Powder Puff Derby à Long Beach, Californie vers 1930.

Le Women’s Air Derby est la première course aérienne officielle réservée aux femmes aux États-Unis. Elle s'est déroulée en 1929. L'humoriste Will Rogers l'a désigné à l'époque sous le nom de « Powder Puff Derby », c'est le nom sous lequel la course est connue généralement. Dix-neuf femmes pilotes ont décollé de Santa Monica en Californie le 18 août 1929 (et une vingtième le lendemain). Marvel Crosson meurt dans l'accident de son avion apparemment causé par un empoisonnement au gaz carbonique, mais quinze des participantes terminent la course à Cleveland en Ohio, neuf jours plus tard.
Une course annuelle du même nom a eu lieu entre 1947 et 1977, le Powder Puff Derby.

## La course

### Contexte
Durant les deux premières décades d'existence de l'aviation, peu de femmes pilotes aux états-Unis se rencontrent durant les exhibitions et divers rodéos aériens. Les liens se renforcent à l'occasion de la première course réservée aux femmes, créé à l'initiative de Cliff Henderson (en) sur le modèle des courses aériennes transcontinentales masculines.
Pour se qualifier, les pilotes devaient avoir au moins 100 heures de vol en solo, comprenant au mois 25 heures de vol entre différentes régions et pas seulement autour d'un seul aéroport (ces règles sont les mêmes que celles qui sont appliquées pour les pilotes masculins qui participent aux National Air Races). Parmi les 20 participantes, dix-huit étaient américaines :
- Florence "Pancho" Lowe Barnes
- Marvel Crosson (en)
- Amelia Earhart
- Ruth Elder
- Claire Mae Fahy
- Edith Foltz (en)
- Mary Haizlip (en)
- Jessie Miller, une australienne
- Opal Kunz (en)
- Mary von Mach
- Ruth Nichols
- Blanche W. Noyes
- Gladys O’Donnell
- Phoebe Omlie
- Neva Paris
- Margaret Perry
- Thea Rasche, une allemande
- Louise Thaden
- Evelyn "Bobbi" Trout
- Vera Dawn Walker

### Classement
Catégorie avions « lourds » :
1. Louise Thaden
2. Gladys O’Donnell
3. Amelia Earhart
4. Blanche Noyes
5. Ruth Elder
6. Neva Paris
7. Mary Haizlip
8. Opal Kunz
9. Mary von Mach
10. Vera Dawn Walker

Quatre femmes ont terminé la course dans la catégorie avions légers (le classement n'est pas certain, une autre qu'Omlie aurait terminé en premier) :
- Phoebe Omlie
- Edith Foltz
- Jessie Keith-Miller
- Thea Rasche

Bobbi Trout a terminé la course hors-délais

## Galerie

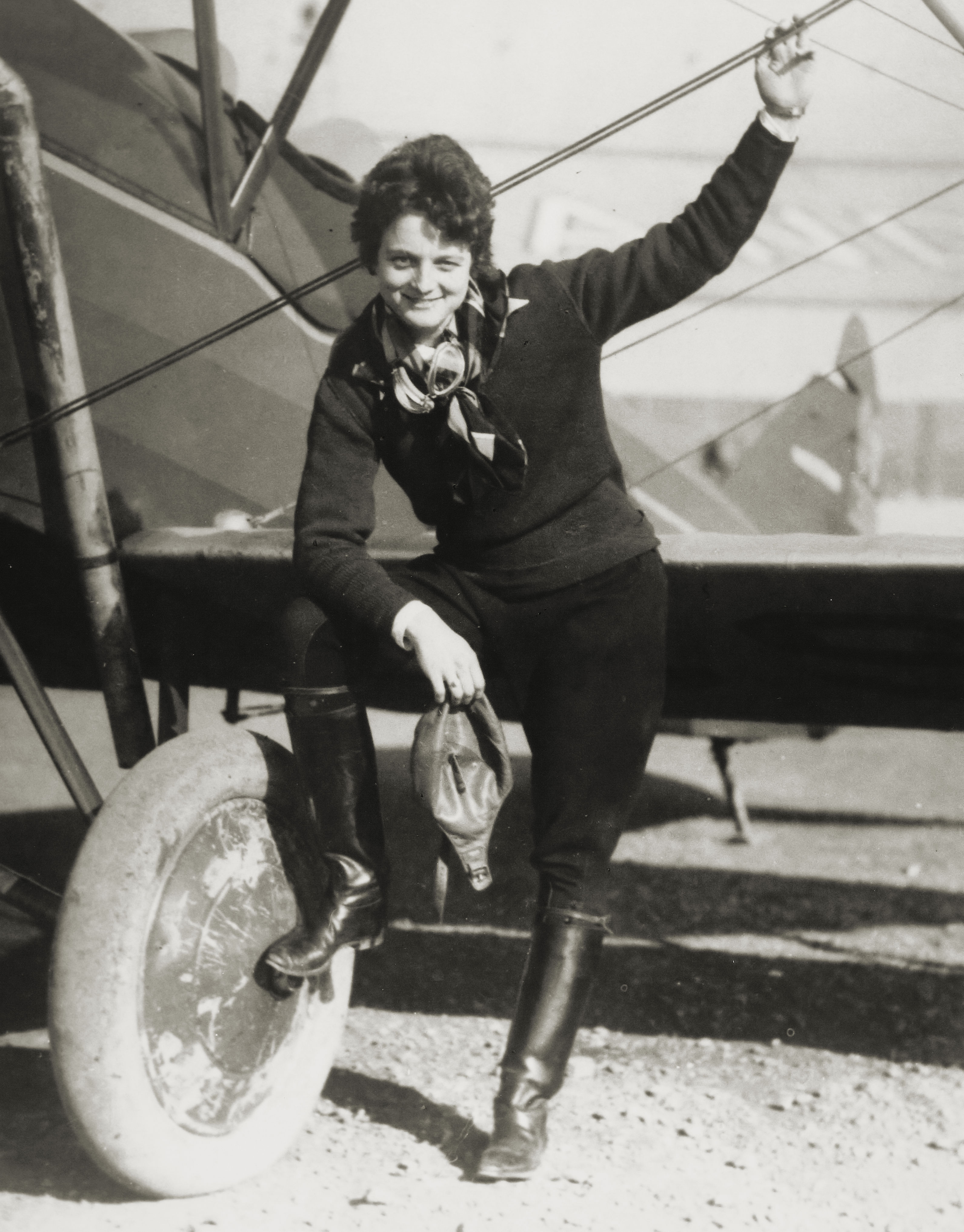
Louise Thaden
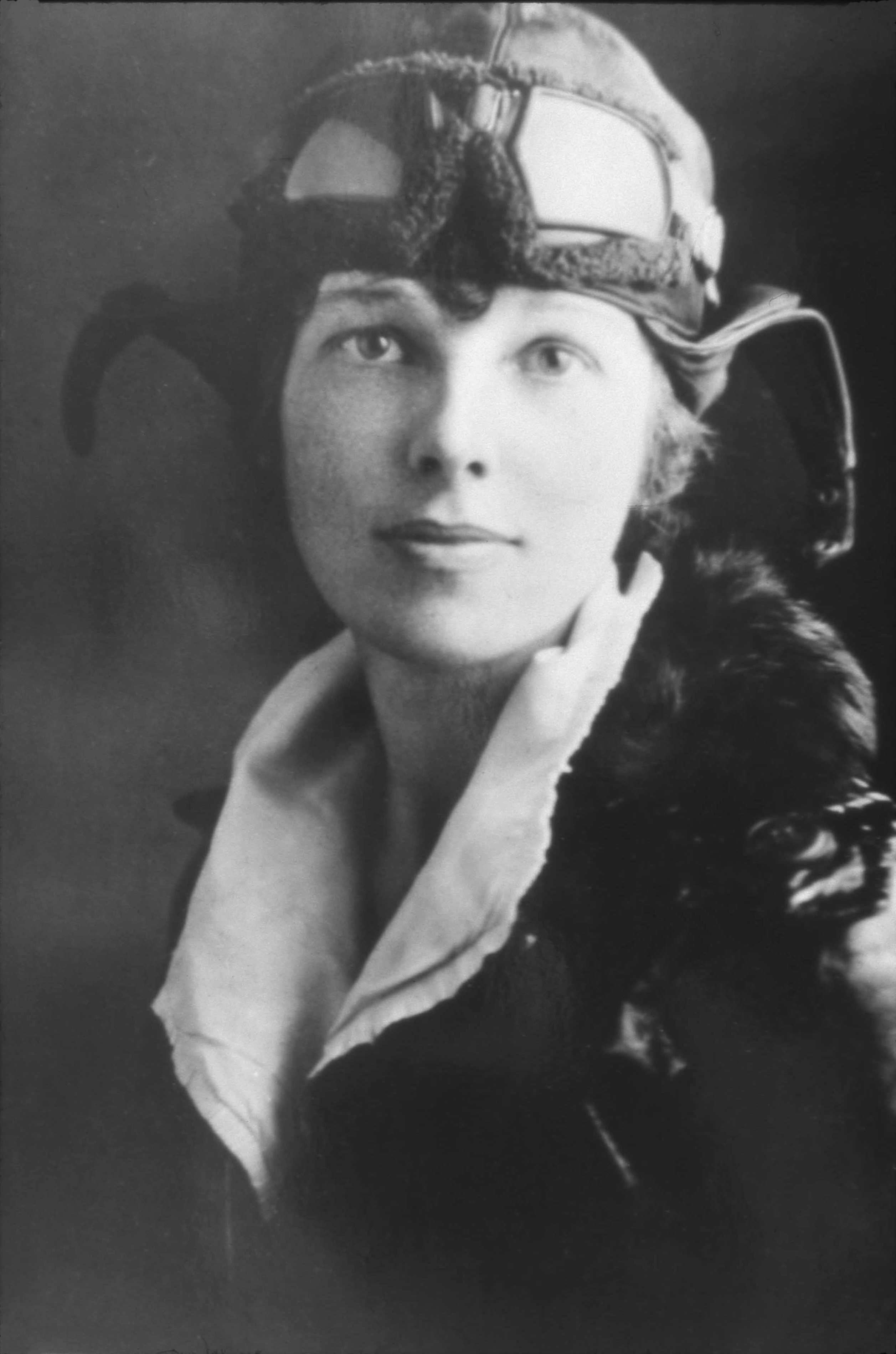
Amelia Earhart
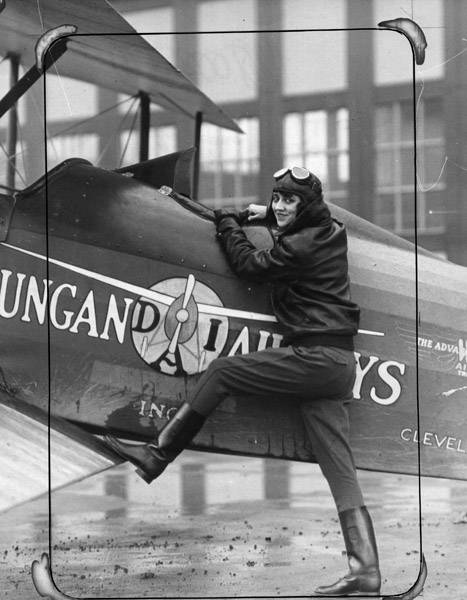
Blanche Noyes
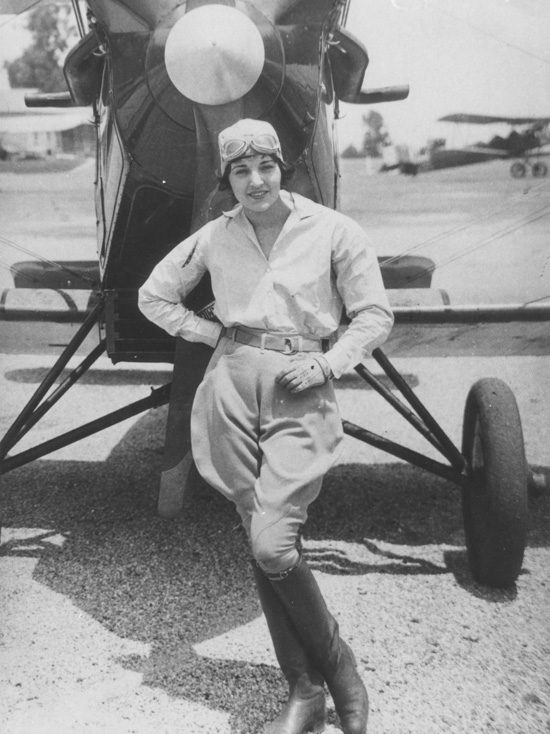
Ruth Elder

## En littérature et au cinéma
La course a été le sujet du roman de 1935 Women in the Wind: A Novel of the Women's National Air Derby par Francis Walton, et a été adaptée au cinéma sous le titre Women in the Wind, avec Kay Francis.
Le livre The Powder Puff Derby of 1929: The First All Women's Transcontinental Air Race, écrit par Gene Nora Jessen, a été publié en 2002.
Le documentaire de 2010 Breaking through the Clouds: The First Women's National Air Derby décrit la course depuis ses prémisses jusqu'à sa conclusion, comprend des interviews, et donne des éléments biographiques de certaines des pilotes.